# Iñigo Córdoba
Iñigo Córdoba Querejeta (Bilbao, 13 maart 1997) is een Spaans voetballer die doorgaans speelt als linksbuiten. In juli 2024 verruilde hij Fortuna Sittard voor Burgos CF.

## Clubcarrière
Córdoba speelde in de jeugdopleiding van Athletic Bilbao en speelde achtereenvolgens voor het derde en tweede elftal. Voorafgaand aan het seizoen 2017/18 tekende de vleugelspeler een nieuw contract tot medio 2021 en werd hij opgenomen in het eerste elftal. Zijn debuut in het eerste team maakte hij op 20 augustus 2017, toen met 0–0 gelijkgespeeld werd tegen Getafe. Córdoba begon op de reservebank, maar mocht van coach José Ángel Ziganda twee minuten voor tijd invallen voor Mikel Balenziaga. Op 9 april 2018 maakte de vleugelspeler zijn eerste doelpunt, toen hij tegen Villarreal de scoren opende na vier minuten. Iñaki Williams verdubbelde daarna de voorsprong, waarna Carlos Bacca voor Villarreal wat terugdeed. Iker Muniain besliste drie minuten voor tijd de wedstrijd: 1–3.
Aan het einde van het seizoen 2017/18 werd de verbintenis van Córdoba opengebroken en met één jaar verlengd, tot medio 2022. In de eerste helft van het seizoen 2020/21 speelde Córdoba slechts drie competitiewedstrijden, waarop hij tot het einde van de jaargang verhuurd werd aan Deportivo Alavés. Na zijn terugkeer werd de vleugelspeler opnieuw verhuurd, nu aan Go Ahead Eagles, dat tevens een optie tot koop verkreeg. Hij maakte in de Eredivisie negen doelpunten in dertig wedstrijden en keerde terug naar Spanje. Hier werd een optie in zijn contract niet gelicht, waardoor hij transfervrij vertrok bij Athletic Bilbao. Córdoba tekende hierop voor twee seizoenen bij Fortuna Sittard. Hij maakte achtereenvolgens vijf en vier competitiedoelpunten, waarna hij Fortuna weer transfervrij verliet. Hij keerde hierop terug naar Spanje, om voor Burgos CF te gaan spelen.

## Clubstatistieken
| Seizoen | Club               | Competitie       | Competitie | Competitie | Beker | Beker | Internationaal | Internationaal | Totaal | Totaal |
| Seizoen | Club               | Competitie       | Wed.       | Dlp.       | Wed.  | Dlp.  | Wed.           | Dlp.           | Wed.   | Dlp.   |
| ------- | ------------------ | ---------------- | ---------- | ---------- | ----- | ----- | -------------- | -------------- | ------ | ------ |
| 2017/18 | Athletic Bilbao    | Primera División | 30         | 1          | 1     | 0     | 10             | 0              | 41     | 1      |
| 2018/19 | Athletic Bilbao    | Primera División | 23         | 0          | 3     | 0     | —              | —              | 26     | 0      |
| 2019/20 | Athletic Bilbao    | Primera División | 24         | 1          | 2     | 0     | —              | —              | 26     | 1      |
| 2020/21 | Athletic Bilbao    | Primera División | 3          | 0          | 0     | 0     | —              | —              | 3      | 0      |
| 2020/21 | → Deportivo Alavés | Primera División | 7          | 0          | 0     | 0     | —              | —              | 7      | 0      |
| 2021/22 | → Go Ahead Eagles  | Eredivisie       | 30         | 9          | 5     | 3     | —              | —              | 35     | 12     |
| 2022/23 | Fortuna Sittard    | Eredivisie       | 31         | 5          | 1     | 0     | —              | —              | 32     | 5      |
| 2023/24 | Fortuna Sittard    | Eredivisie       | 33         | 4          | 3     | 0     | —              | —              | 36     | 4      |
| 2024/25 | Burgos CF          | Segunda División | 28         | 3          | 1     | 0     | —              | —              | 29     | 3      |
| Totaal  | Totaal             | Totaal           | 209        | 23         | 16    | 3     | 10             | 0              | 235    | 26     |

Bijgewerkt op 29 april 2025.